# Mohammed Polo
Mohammed Polo (Acra, Costa de Oro británica, 11 de noviembre de 1956) es un exfutbolista y entrenador de fútbol de Ghana que jugaba en la posición de delantero.

## Carrera

### Club
| Periodo   | Club              |
| --------- | ----------------- |
| 1972–1973 | Auroras FC        |
| 1973–1979 | Hearts of Oak     |
| 1979–1984 | Al-Wasl FC        |
| 1985–1987 | Hearts of Oak     |
| 1987–1988 | FC 105 Libreville |
| 1988      | Shell FC          |
| 1989–1992 | Hearts of Oak     |
| 1992–1994 | Great Olympics    |

### Selección nacional
Jugó para Ghana en 54 ocasiones de 1973 a 1985 y anotó 20 goles; participó en dos ediciones de la Copa Africana de Naciones saliendo campeón en la edición de 1978.

### Entrenador
| Periodo   | Club           |
| --------- | -------------- |
| 1994–1995 | Hearts of Oak  |
| 2003      | Stade Malien   |
| 2004      | Great Olympics |
| 2013–2014 | Hearts of Oak  |

## Logros

### Jugador
- Liga de fútbol de Ghana (6): 1973, 1976, 1978, 1979, 1985, 1989/90
- Copa de Ghana (5): 1973, 1974, 1979, 1989, 1990
- Primera División de Gabón (1): 1987
- UAE Pro League (2): 1981/82, 1982/83

### Entrenador
- Primera División de Malí (1): 2003

### Selección nacional
- Copa Africana de Naciones (1): 1978

### Individual
- Futbolista del Año de Ghana en 1975.
- Coca-Cola Award on Breaking Barriers en 2006.
- Equipo Ideal de la Copa Africana de Naciones 1978.